# Beanie M.M.
Beanie M.M., född 29 april 2003, är en svensk varmblodig travhäst. Han tränades av sin uppfödare Morten Waage och kördes oftast av Johnny Takter eller Torbjörn Jansson.
Beanie M.M. tävlade åren 2006–2013 och sprang in 10,4 miljoner kronor på 89 starter varav 22 segrar, 23 andraplatser och 9 tredjeplatser. Han tog karriärens största segrar i Gulddivisionens final (aug, okt 2009, juli 2011), Årjängs Stora Sprinterlopp (2011), Gran Premio delle Nazioni (2011) och Klosterskogen Grand Prix (2012). Han segrade även i lopp som Silverdivisionens final (aug 2008), Silverörnen (2009) och The Owners Trophy (2009).
Han kom även på andraplats i Solvalla Grand Prix (2007), Olympiatravet (2010), Jämtlands Stora Pris (2010), Årjängs Stora Sprinterlopp (2010), Sundsvall Open Trot (2010) och Klosterskogen Grand Prix (2011, 2013) samt på tredjeplats i Europeiskt femåringschampionat (2008) och Åby Stora Pris (2010).
Han deltog i Elitloppet två gånger (upplagorna 2010 och 2012). Han tog sin främsta placering 2010 då han kom på femteplats i finalen.